# Nguyễn Danh
Nguyễn Danh (sinh 1952) là đại biểu Quốc hội Việt Nam khóa XII, thuộc đoàn đại biểu Gia Lai.
Ngày sinh: 13/1/1952
Giới tính: Nam
Dân tộc: Kinh
Tôn giáo: Không
Quê quán: Xã Đức Phong, huyện Mộ Đức, Quảng Ngãi
Trình độ chính trị: Cao cấp lý luận chính trị
Trình độ chuyên môn: Tiến sĩ lâm sinh học
Nghề nghiệp, chức vụ: Tỉnh ủy viên; Uỷ viên Uỷ ban Khoa học, Công nghệ và Môi trường của Quốc hội,Phó Trưởng đoàn chuyên trách Đoàn ĐBQH tỉnh Gia Lai
Nơi làm việc: Đoàn ĐBQH tỉnh Gia Lai
Ngày vào đảng: 3/6/1983
Nơi ứng cử: Gia Lai
Đại biểu Quốc hội khoá: XII
Đại biểu chuyên trách: Địa phương